# Il signore di Camors
Il signore di Camors è un romanzo dello scrittore e drammaturgo francese Octave Feuillet. La sua prima pubblicazione fu nella Revue des deux mondes del 1867

## Trama
Un nobile suicidandosi lascia un testamento in cui lega al figlio, oltre al titolo ed alla fortuna, un insegnamento cinico ed improntato al materialismo più gretto. L'eredità lasciata dal padre al figlio concede un'assoluta libertà di realizzare ogni proprio desiderio senza render conto a nessuno. Alla lunga ciò genera contraddizioni interiori che si concluderanno con una sorta di palinodia, sul letto di morte: il cinico debosciato, commosso dagli affetti familiari (da cui era stato messo in guardia dal padre nella lettera d'addio alla vita) muore raccomandando l'avvenire del figlio alla moglie, entrambi abbandonati tempo prima per continuare la vita di edonismo assoluto.